# Fredede bygninger i Ikast-Brande Kommune
Denne liste over fredede bygninger i Ikast-Brande Kommune viser alle fredede bygninger i Ikast-Brande Kommune, bortset fra kirker. Listen bygger på data fra Kulturarvsstyrelsen.
| Sagsnavn        | Komplekstype   | Opførelsesår | Adresse                 | Koordinater                                 | Fredningsår (1. fredning) | ID (Link til Kulturarv.dk) | Billede     |
| --------------- | -------------- | ------------ | ----------------------- | ------------------------------------------- | ------------------------- | -------------------------- | ----------- |
| Branduhre Mølle | Vindmølleanlæg | 1840         | Tarpvej 27, 7330 Brande | 55°55′42″N 9°03′40″Ø / 55.92833°N 9.06117°Ø |                           | 756-5963-1                 | Upload foto |
| Højris          | Herregård      | 1900         | Remmevej 18, 7430 Ikast | 56°08′19″N 9°10′43″Ø / 56.13865°N 9.17855°Ø |                           | 756-11673-1                | Upload foto |